# 大和田りつこ
大和田 りつこ（おおわだ りつこ、1952年1月17日 - ）は、日本の童謡歌手、声楽家、声優。本名大和田律子（読み同じ）。神奈川県出身。

## 人物
武蔵野音楽大学音楽学部声楽学科卒。
1972年、NHKのこども番組に「歌のおねえさん」としてデビュー。NHK「たのしいきょうしつ」、「ワンツー・どん」、「できるかな」、TBS「ワンツージャンプ!」などに出演。
一樹和美（かずきかずみ）のペンネームで幼児番組の構成、作詞作曲も行う。
1992年、第22回日本童謡賞・特別賞を受賞。
第10回日本文化音楽フェスティバル童謡部門グランプリ受賞。

## 歌
- 「キッチン・レディー」（みんなのうた）
- 「チーちゃんのひみつ」（みんなのうた）
- 「秋風にのせて」（岡崎裕美と）（みんなのうた）
- 「チュンチュンワールド～おげんきたいそう～」（岡崎裕美、こどもコーラス元気組と）（みんなのうた）
- 「チュンチュンワールド～マジックカーニバル～」（岡崎裕美、こどもコーラス元気組と）（みんなのうた）
- 「ぼくらは小さな悪魔」（「まいっちんぐマチコ先生」エンディング・テーマ）
- 「きこえるかしら」（赤毛のアン）
- 「さめない夢」（赤毛のアン）
- 「わたしのビートン」（ろぼっ子ビートン）
- 「なぜ？なぜ？ビートン」（ろぼっ子ビートン）
- 「パソコントラベル探偵団」（パソコントラベル探偵団）
- 「ふしぎ節」（夕やけロンちゃんの1コーナーのなぜなぜロンちゃんテーマ曲：ものしりソクラくんテーマ曲）
- 「元気マーチ」（第46回国民体育大会石川国体）
- 「メガネドラッグ」CMソング
- 「げんきななかま」（ワンツー・どん）
- 「青い空に絵をかこう」（ワンツー・どん）
- 「だれにだっておたんじょうび」（ワンツー・どん）
- 「宇宙人のテレパシー」（ワンツー・どん）
- 「ウルトラパンダ」（ワンツージャンプ!）
- 「大きなたいこ」　（編曲：小森昭宏）
- 「まつぼっくり」　（編曲：小森昭宏）
- 「いっぽんでもニンジン」　（編曲：小森昭宏）
- 「汽車ぽっぽ（汽車ポッポ）」from コロムビアゆりかご会　（編曲：越部信義）
- 「ふしぎなポケット」from コロムビアゆりかご会　（編曲：横山菁児）
- 「お菓子は夢のパスポート」（菓匠三全「萩の月」CMソング）
- 「神様おしえて」（キリン名曲ロマン劇場オープニング・テーマ）

### CM
- ヤマザキパン
- エステー 脱臭炭
- メガネドラッグ メガネドラッグ

## 出演

### アニメ
- うる星やつら（マコ）
- がんばれ!キッカーズ（朱里）
- さすがの猿飛（猫若丸）
- ジャングル大帝（ピゾー）
- スプーンおばさん（パセリ、ダン）
- チックンタックン

### バラエティー番組
- 「たのしいきょうしつ」（NHK教育テレビ）「りっこちゃん」1972年4月 - 1977年3月まで出演。
- 「できるかな」（NHK教育テレビ）おしゃべり（ナレーター）2代目※かずきかずみ名義。
- 「ワンツー・どん」（NHK教育テレビ）※1985～1993年までは、番組公式キャラクター「どんくん」の声も担当。
- 「ワンツージャンプ!」（TBS）
- 「クイズ!年の差なんて」

### テレビドラマ
- 愛LOVEナッキー（TBS）- 樹山絵美子 役[2]

### ミュージカル
- エステー TOURSミュージカル「赤毛のアン」 - リンド夫人役

## CD
- ヤマハ音楽教室教材　グループレッスン　みゅーじっくらんど教材　みゅーじっくらんど1,3,4　CD(歌唱)
- ヤマハ音楽教室教材　グループレッスン　おんがくなかよし教材　おんがくなかよし1,6ヶ月用　CD(歌唱)
- ヤマハ音楽教室教材　個人レッスン　ピアノスタディ1　CD(歌唱)
- カワイ音楽教室教材　グループレッスン　クーちゃんランド教材　クーちゃんとあそぼ,クーちゃんこれなあに?,クーちゃんだれだ?　CD(歌唱)
- カワイ音楽教室教材　グループレッスン　くるくるクラブ教材　くるくるといっしょ　CD(歌唱)
- カワイ音楽教室教材　グループレッスン　くるくるクラブ教材　くるくるとおともだち　CD(歌唱)
- カワイ音楽教室教材　グループレッスン　すくすくランド教材　すくすくランド　CD(歌唱)
- カワイ音楽教室教材　グループレッスン　3歳コース教材　あつまれひろばに　CD(歌唱)
- カワイ音楽教室教材　グループレッスン　チャイルドコーナー　ピコルのぼうけんA　CD(ナレーション、歌唱)
- カワイ音楽教室教材　グループレッスン　チャイルドコーナー　ピコルのぼうけんB　CD(ナレーション)
- カワイ音楽教室教材　グループレッスン　うたおうペロくん,あそぼうペロくん CD(歌唱)

他、多数。

## 著書
- 『音楽とあそぼう』（ひかりのくに）